# Fondillón
El fondillón es un vino dulce elaborado en la provincia de Alicante y exclusivamente con uvas de la variedad monastrell. Se caracteriza por una alta graduación de unos 18°, aunque, a diferencia de los vinos fortificados, toda procede del azúcar existente en la uva. Este vino tuvo una gran fama desde el siglo XV, si bien, por diversas circunstancias, a principio del siglo estuvo a punto de desaparecer. Actualmente, está recuperando gran parte de su prestigio.

## Historia
Hasta el siglo XIX el fondillón era reconocido en el mundo entero, como así demuestran numerosas referencias de, entre otros, William Shakespeare, Alejandro Dumas (que, dando a elegir al protagonista entre un jerez, un Oporto y un fondillón, elige este último), Emilio Salgari, Fiódor Dostoyevski o Daniel Defoe. 
También existen diversos testimonios que prueban la gran difusión que alcanzó el fondillón, como el de Francisco Martínez Montiño, cocinero mayor del Rey Felipe II, que en un libro titulado Conduchos de Navidad, escrito por la llegada de una embajada japonesa a la ciudad de Alicante, escribe:

Fondillón: entre todos los vinos generosos questa tierra produce, se encuentra en primer lugar, éste, que tiene nombre propio: Fondillón, el vino dulce, añejo, de la Huerta de Alicante. La fama de que goza es tanta, que en probándolo han pronunciado los Señores Príncipes: -¡¡Pero si este es el famosísimo "Vino de Alicante" que tanto renombre tiene en diversos países!!

O la del famoso viajero británico del siglo XVIII Joseph Townsend:

Recogen la uva, separan los granos del racimo y lo extienden sobre cañizos de mimbre bastante elevados; los dejan allí durante quince días, sometidos a la influencia del sol y el viento, para evaporar la humedad superflua, después de lo cual lo prensan... Una vez prensadas, cae con la piel en la cuba donde sufre la fermentación para colorear el vino, que sustraen a continuación para ponerlo en los toneles

### Origen
Antiguamente este vino se producía en los viñedos existentes en la antigua Huerta de Alicante, en las localidades de Muchamiel y San Juan de Alicante y en las partidas de La Condomina, Orgegia, Fabraquer, Ravalet y Benimagrell de la propia ciudad de Alicante. Actualmente estos viñedos han desaparecido por la presión urbanística y la producción de fondillón se ha trasladado de nuevo al lugar donde la monastrell crecía en un ambiente más apropiado y natural para el fondillón, con menor influencia de la humedad marítima, siendo así el interior de la provincia donde se conserva su elaboración, principalmente en las comarcas del Alto Vinalopó y Medio Vinalopó, en localidades como Algueña, Monóvar, Pinoso o especialmente en el extenso término de Villena.
El origen del fondillón se sitúa en el tradicional sistema de arrendamiento de tierras por los agricultores, conocido como enfiteusis. Este consiste en que, mientras las viñas existentes en el terreno cuando fue arrendado estuvieran en producción, los derechos de explotación de este seguían estando en manos del arrendatario. Esto hacía que los agricultores no arrancaran las cepas viejas para poder seguir disfrutando de dichas tierras, si bien dejaban la recolección de estas viñas para el final de la temporada. Esto era debido a que, por su menor producción, no era rentable la contratación de peones para recolectarlas, haciéndolo de manera familiar al final de la cosecha. 
Esta manera de proceder tenía como consecuencia una sobremaduración de la uva en la cepa adquiriendo ésta una gran cantidad de azúcares que le proporcionan su personalidad al vino. Para remarcar aún más este hecho, después de la recolección las uvas se pasificaban durante un par de semanas al sol sobre unos cañizos que se extendían sobre el safareig (especie de terraza existente en las bodegas tradicionales). En el interior de la provincia este proceso no era necesario, ya que se daba de forma natural en la propia viña bajo condiciones de menor humedad.
Tras la fermentación, que se alargaba casi hasta la primavera, se obtenía un caldo de unos 18° que era utilizado para rellenar los barriles que contenían antiguas partidas de fondillón que habían sido vaciados en un tercio para su comercialización. De este hecho precisamente es de donde obtiene su nombre el vino, ya que era obtenido del fondo de los barriles que posteriormente eran colmatados con la nueva cosecha.
En el XVI aparece vinculada la elaboración del vino a familias de la nobleza alicantina como los Pasqual y los recién llegados Escocia; poco tiempo después -principios siglo XVII- serán los Ansaldo, los Borunguñó y los Canicia y ya en el siglo XVIII aparecen los Marbeuf, los Spering o los Caturla.

### Ocaso
En el siglo XIX una terrible plaga, la filoxera, arrasó las viñas de toda Europa y casi estuvo a punto de enviar al olvido el fondillón. Esta plaga le afectó doblemente, ya que, primero, al destruir las vides francesas a final del siglo XIX, hizo que la exportación de vino de Alicante se multiplicara para satisfacer la demanda del continente. Esto hizo que se produjera más cantidad de vino joven para aprovechar la coyuntura, disminuyendo la cantidad de litros de vinos dedicadados a la lenta crianza del fondillón, que producía unos beneficios más a largo plazo.
Finalmente la filoxera llegó a las tierras alicantinas a principios del siglo XX, disminuyendo la superficie dedicada a su cultivo. Esto, unido a la explosión demográfica y turística que sufrió la ciudad de Alicante, hizo que a mitad del siglo XX no se produjera fondillón y casi nadie se acordara de él.

### Resurgimiento
En los años cincuenta Primitivo Quiles (bodega más antigua de Alicante) decidió volver a impulsar de manera significativa la producción de fondillón con su solera de 1948 aunque conservaba la de 1892, actualmente todavía en producción.
Finalmente, en la década de los sesenta, Eleuterio Llorca (descendiente del político alicantino Juan Maisonnave) heredó un tonel de fondillón de solera del año 1871. Tras un encuentro casual con Salvador Poveda (bodeguero de Monóvar), decidieron producir fondillón utilizando para ello dicho tonel. Actualmente diversas bodegas del interior de la provincia de Alicante producen este magnífico vino, por lo que su futuro está asegurado.
En el ámbito comercial cabe destacar el interés por este Vino del mercado de los países Nórdicos de Europa, principalmente Ruso, donde está considerado como una auténtica joya de la enología, pues está protegido por la CEE junto a vinos del tipo de Jerez y Oporto.

## Características
El fondillón tiene un tono que va del violáceo al ámbar con tonos de teja a medida que envejece. Es abocado o ligeramente dulce con aromas de pasa y madera noble. La graduación alcohólica es alta, variando entre 16° y 18°. Por sus características organolépticas está especialmente recomendado como vino de postre o para aperitivos.

## Elaboración
Se deja sobremadurar la uva en la vid antes de la recolección para luego pasificarla durante al menos un par de semanas. Tras esto se inicia la fermentación, en la cual el hollejo está en contacto con el vino entre veinte y treinta días. Cuando ésta ha finalizado se introduce en toneles de roble aconsejablemente grandes, a partir de 500 litros, ya que la barrica típica usada es de aproximadamente 1500 litros. Se puede criar en roble en crianza estática (rellenando un barril vacío y dejando madurar en la barrica durante al menos 10 años) o en crianza dinámica, usando el tradicional sistema de "criaderas y soleras" como para el Jerez. El proceso de crianza debe durar al menos 10 años, período tras el cual sale al mercado.